# Суперкубок Ємену з футболу 2007
Суперкубок Ємену з футболу 2007  — 1-й розіграш турніру. Матч відбувся 26 грудня 2007 року між чемпіоном Ємену клубом Аль-Аглі (Сана) та володарем Кубка Президента Ємену клубом Ат-Тілаль.
| Володар Суперкубка Ємену 2007 |
| ----------------------------- |
|                               |
| Аль-Аглі (Сана) Перший титул  |

## Матч

### Деталі
| 26 грудня 2007 14:30 (EEST) |

| Аль-Аглі (Сана) | 1:1 пен. 5:3 | Ат-Тілаль |
| --------------- | ------------ | --------- |
| Хобн 54'        |              | 86'       |

|  |